# Kantonsschule Ausserschwyz
Die Kantonsschule Ausserschwyz KSA (früher Kantonsschule Pfäffikon & Nuolen KSPN) ist eine öffentliche Mittelschule in Pfäffikon SZ und Nuolen. Die Schule zählt 591 Schülerinnen und Schüler, welche sich auf 358 Mädchen und 233 Jungen aufteilen lassen (Stand 12. August 2024), von welchen 163 neu die Schule beitreten. Diese Schüler werden von 120 Lehrkräften (91 Lehrpersonen u. 29 Mitarbeitende) unterrichtet. Es ist die einzige öffentliche Mittelschule in der Region Ausserschwyz und Einsiedeln. Die Schüler stammen aus dem ganzen äusseren Kantonsteil sowie aus angrenzenden Gebieten der Kantone Zürich, St. Gallen, u. a. Die KSA führt ein Kurzzeitgymnasium sowie eine Fachmittelschule (FMS) im Berufsfeld Pädagogik mit Fachmaturität. Am Gymnasium werden ein mathematisch-naturwissenschaftliches und ein sprachliches Profil sowie eine Bilinguale Maturität (Englisch) angeboten. Ausgewiesene Talente werden in eigenen Kunst- und Sportklassen gefördert.

## Allgemein

### Geschichte
Die Kantonsschule Ausserschwyz ist aus der Vereinigung zweier eigenständiger Mittelschulen hervorgegangen, der 1975 gegründeten Kantonsschule Pfäffikon und dem privaten Christkönig-Kollegium Nuolen von 1934.

### Schulleitung
Die Kantonsschule Ausserschwyz wird von einem Rektor, Martin von Ostheim, und drei Prorektoren, Christian Albrecht, Tobias Zürrer und Felix Rauchenstein, sowie dem Verwalter, Jonas Gresch, geführt.

### Standort
Die Kantonsschule Ausserschwyz besitzt Schulanlagen in Pfäffikon (SZ) und in Nuolen, wobei Pfäffikon als Hauptstandort und Nuolen als Nebenstandort definiert ist.
Die Schulanlage in Pfäffikon ist in der Nähe des Alpamare und des Seedamm-Centers. Die nächste ZVV-Haltestelle ist die Station «Kantonsschulen» der Buslinie 195, die sich in der Zone 181 des ZVV befindet. Das alte KSA Gebäude in Pfäffikon verfügte über eine Mensa, eine Mediothek, eine Aula, einen grossen Singsaal und drei Turnhallen, die sie mit dem Berufsbildungszentrum Pfäffikon teilt.
Die Schulanlage in Nuolen in der Gemeinde Wangen SZ hat direkten Anstoss an den Zürichsee. Sie verfügt über eine Mensa, eine Mediothek, eine Turnhalle und einen grossen Singsaal.

## Neubau
Seit Ende 2022 – Anfang 2023 wurde die Kantonsschule in Pfäffikon umgebaut. Das alte Schulhaus wurde winters abgerissen, und bereits März 2023 stand die Grundsteinlegung (es wurde auch eine Zeitkapsel vergraben). Um den erfolgreichen Bau zu feiern, trat der Chor der Schule im Baugruben auf. Das neue Schulhaus soll bis Schulanfang (12. August) des Jahres 2025 fertig sein. 
Während der Baustelle, finden Lektionen im Gebäude an der Eichenstrasse 4c, sowie auch im Provisorium (Provisorischen Containern), das näher bei der Autobahn (A3) liegt. 

### Bilder

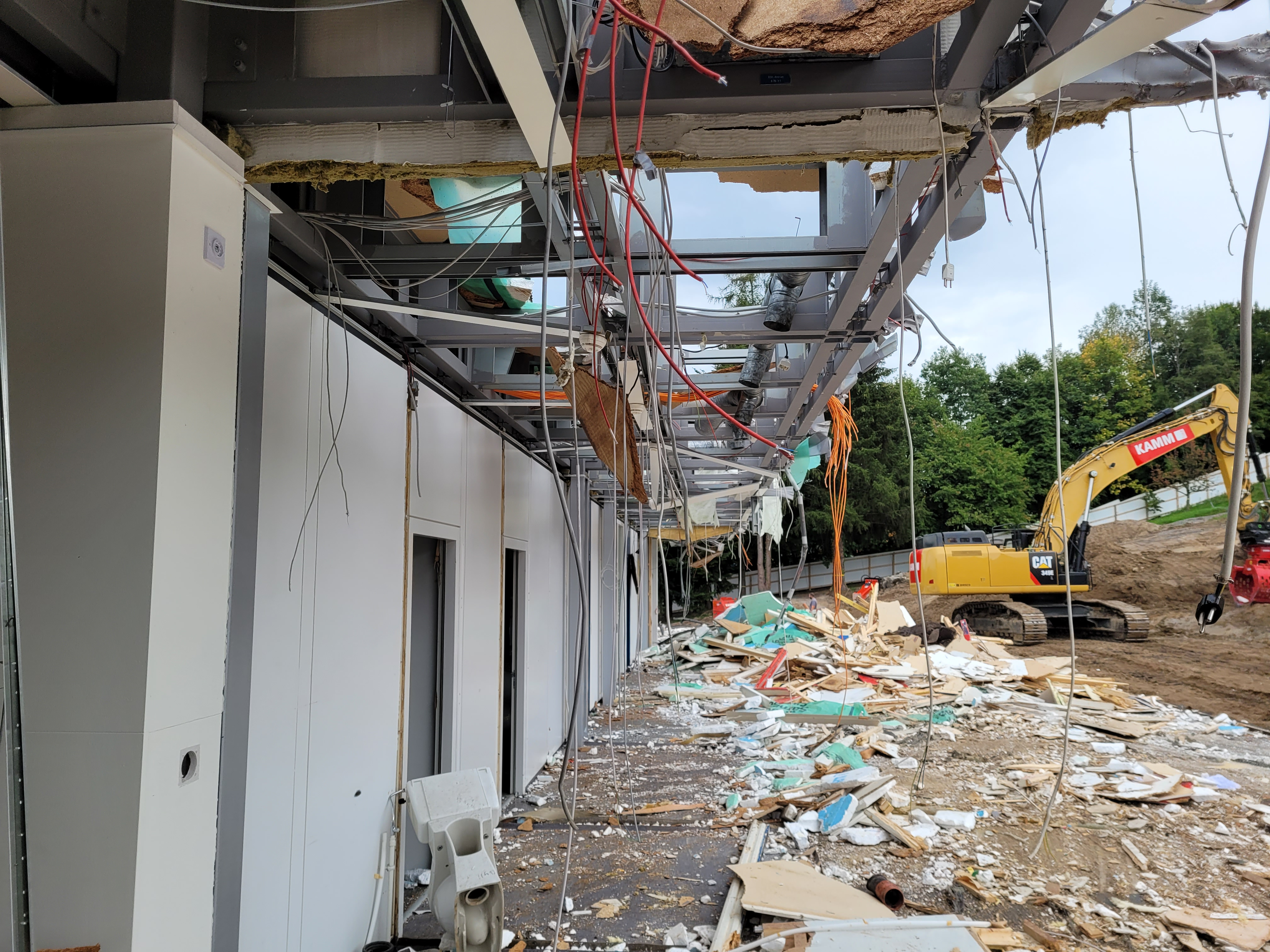
Altes Schulhaus wird abgerissen
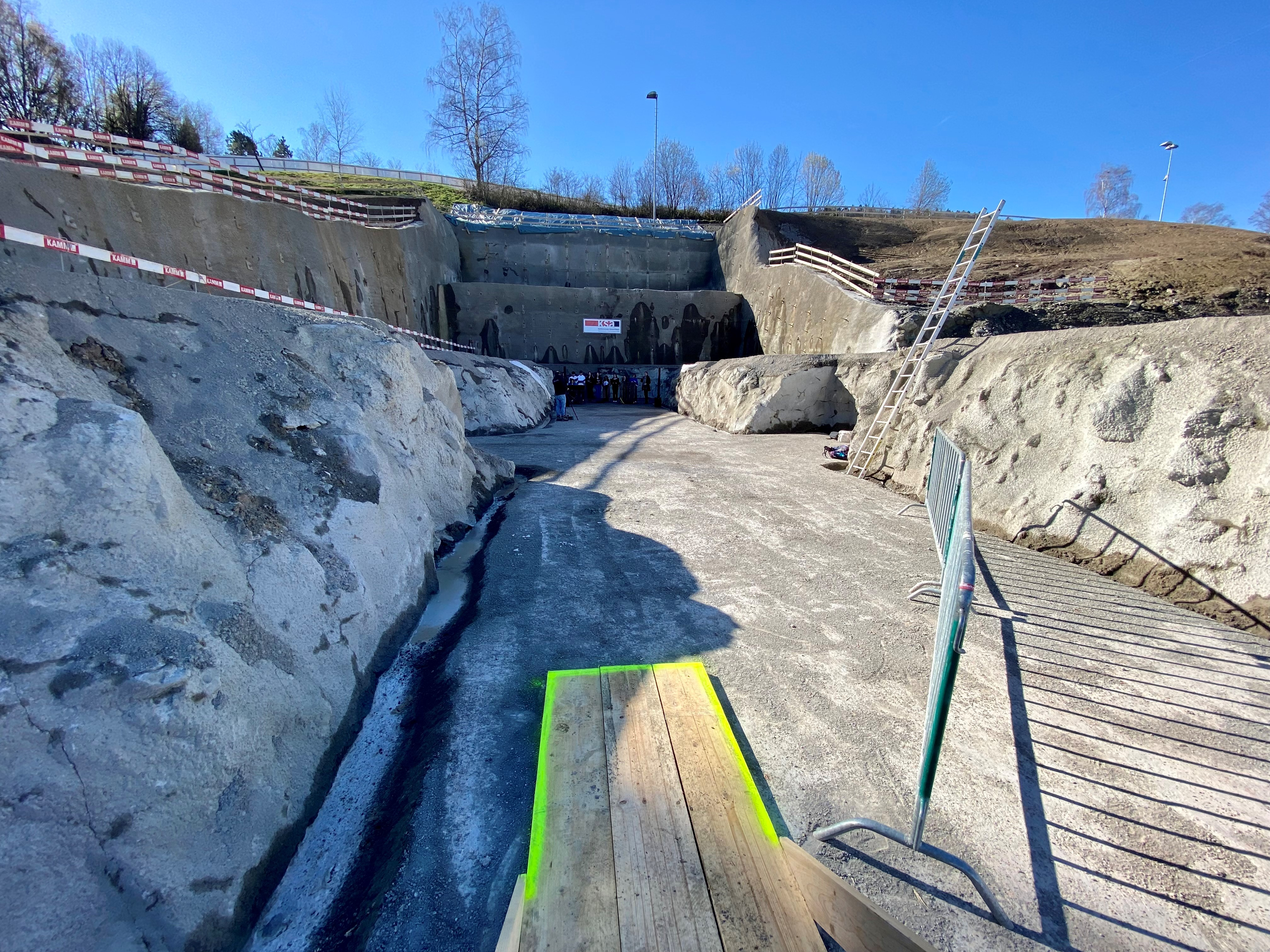
Grundsteinlegung. Chor ist im Hintergrund zu erkennen
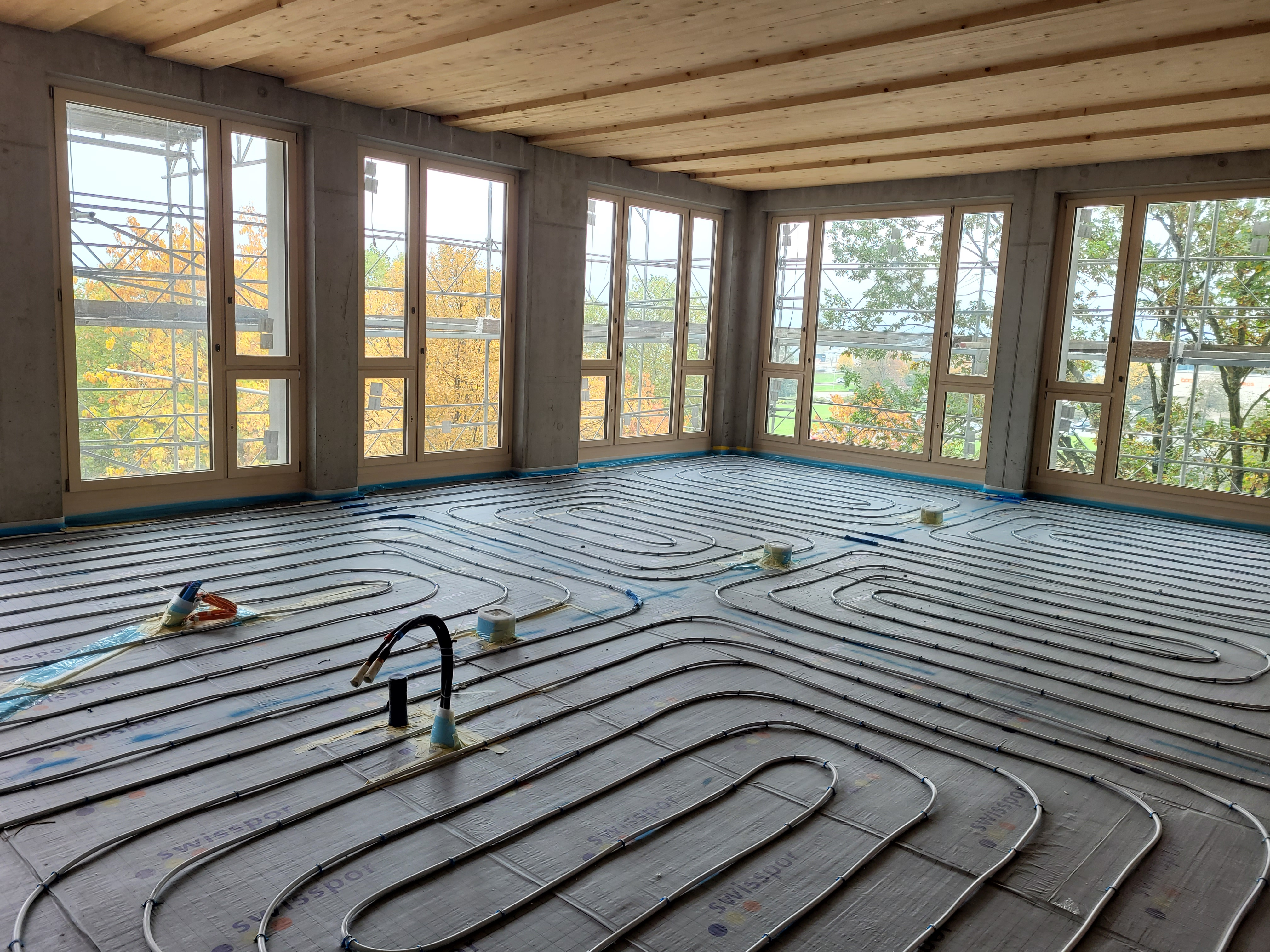
Interieur des neuen Schulhauses. Bodenheizung ist bereits verlegt.

## Fächer

### Schwerpunktfächer
Die KSA bietet acht Schwerpunktfächer an, die jeweils ab der 2. Klasse besucht werden.
- Bildnerisches Gestalten
- Biologie/Chemie
- Latein
- Musik
- Physik und Anwendung der Mathematik
- Philosophie, Pädagogik, Psychologie (PPP)
- Spanisch
- Wirtschaft und Recht

### Ergänzungfächer
An der KSA werden folgende Ergänzungsfächer ab der 3. Klasse angeboten:
- Anwendungen der Mathematik
- Bildnerisches Gestalten
- Biologie
- Chemie
- Geografie
- Geschichte
- Informatik
- Musik
- Pädagogik und Psychologie
- Philosophie
- Physik
- Sport
- Wirtschaft und Recht

### Freifächer
Schülerinnen und Schüler KSA können aus Freifächern wählen und sich zusätzliche Qualifikationen erwerben. Für Englisch, Französisch und Italienisch werden die Sprachdiplomabschlüsse Cambridge First, Cambridge Advanced, Diplôme d’Etudes en Langue Française (DELF) und Certificazione di Italiano come Lingua Straniera (CILS) angeboten. Es gibt Gesangs- und Instrumentalunterricht einzeln oder in Gruppen im Chor, Orchester, Vokalensemble und in der Band. Im Sport reicht das Spektrum vom Klettern bis zur persönlichen Trainingsberatung. Zusätzlich gibt es die Möglichkeit, sich im Mathematik- oder Deutsch-Forum anzumelden. Für Schauspielinteressierte verfügt die KSA über einen Theaterkurs.

## Veranstaltungen der KSA
Alljährlich gibt es spezielle Anlässe, wie einen «Klassentag» und eine Studienwoche. Eine Theateraufführung bildet jeweils den Abschluss des Schuljahres. Zudem gibt es noch andere alljährliche Events, sowie Reisen und Lager (im Winter z. B. ein Schneesportlager), in der 1. Klasse eine Heimatwoche oder in der 4. Klasse eine Bildungsreise. KSA-Teams nehmen regelmässig an verschiedenen Mittelschul-Meisterschaften und am Schweizer Frauenlauf in Bern sowie den Sporttagen in Rapperswil-Jona teil.